# یولتیمیروفکا
یولتیمیروفکا (به لاتین: Yultimirovka) یک منطقهٔ مسکونی در روسیه است که در باشقیرستان واقع شده‌است.